# جون بايارد
جون بايارد هو قاضي وسياسي أمريكي، ولد في 11 أغسطس 1738 في مقاطعة سيسيل في الولايات المتحدة، وتوفي في 1808 في نيو برونزويك في الولايات المتحدة. انتخب عمدة نيو برونزويك, نيوجيرسي ‏ (1794 – 1796) وانتخب عمدة نيو برونزويك, نيوجيرسي ‏ (1790 – 1793) وانتخب عضو مجلس نواب بنسيلفانيا ‏.